# Auctorem fidei
Auctorem fidei é uma bula papal emitida por Pio VI em 28 de agosto de 1794 para condenar a tendência ao galicanismo e às reformas jansenistas do Sínodo de Pistoia (1786).
A bula catalogou e condenou 85 artigos do Sínodo de Pistoia. Após a publicação da bula, Scipione de' Ricci submeteu-se. Em 1805, aproveitou a presença de Pio VII em Florença, a caminho de Roma do seu exílio na França, para pedir perdão pessoalmente em meio à reconciliação.
O documento foi citado como fonte de ortodoxia doutrinária quando papas posteriores foram chamados para combater erros doutrinários nos séculos XIX e XX. É mencionado em Indulgentiarum doctrina, Quo graviora, Commissum divinitus, Mysterium fidei e Pascendi dominici gregis.